# 富爾巴里烏帕齊拉 (古里格拉姆縣)
富爾巴里乌帕齐拉是孟加拉国古里格拉姆縣的一个乌帕齐拉，位於朗布爾专区的古里格拉姆縣。。

## 人口
據1991年孟加拉國人口普查，富爾巴里共有戶數25,236戶，人口129668人。其中男性佔比50.49%，女性佔比49.51%；成年人口62,699人。該地7歲以上人口之平均識字率為24.0%，低於全國平均值（32.4%）。